# Сара Джесика Паркър
Сара Джесика Паркър (на английски: Sarah Jessica Parker) е американска актриса и продуцент от еврейски произход, носителка на две награди „Еми“ и четири награди „Златен глобус“. Номинирана е за награди „Сатурн“ и „Сателит“. Най-известна е с ролята си на Кари Брадшоу в „Сексът и градът“, други известни продукции с нейно участие са „Меден месец във Вегас“, „Точен прицел“, „Ед Ууд“, „Клуб Първа съпруга“, „Марсиански атаки“, „Камъкът на раздора“, двата пълнометражни филма „Сексът и градът“, „Бягство от планетата Земя“, сериалът „Клуб Веселие“ и други.

## Личен живот
Паркър е родена на 25 март 1965 г. в Нелсънвил, САЩ. На 19 май 1997 г. Паркър се омъжва за актьора Матю Бродерик. Синът им Джеймс Уилки Бродерик е роден на 28 октомври 2002 г. и носи името на бащата на Бродерик – актьора Джеймс Уилки Бродерик. На 22 юни 2009 г. се раждат близначките Марион Лорета Елуел и Табита Ходж, износени от сурогатна майка.

## Кариера
Освен с ролята си в „Сексът и градът“ Сара Джесика Паркър е известна и с участието си във филми като „Меден месец във Вегас“ (1992), „Клуб Първа съпруга“ (1996), „Камъкът на раздора“ (2005) и „Къде покриха Морган?“ (2009).
След шестте сезона в сериала „Сексът и градът“ тя и актьорският състав снимат пълнометражните филми „Сексът и градът“ (2008) и „Сексът и градът 2“ (2010). Продукциите се радват на голям успех.
Паркър е считана за модна икона и влиятелна фигура в областта на модата. Била е лице на световноизвестни марки в тази индустрия и участва в редица рекламни кампании. На 7 юни 2007 г. тя представя собствена модна линия Битън, която включва дрехи и аксесоари, предлагани във веригата магазини „Стив енд Барис“.

## Избрана филмография
- Вихърът на танца (1984)
- Фокус-мокус (1993)
- Ед Ууд (1994)
- Маями (1995)
- Марсиански атаки (1996)
- Клуб „Първа съпруга“ (1996)
- Сексът и градът (1998)
- Доблестният Дъдли (1999)
- Камъкът на раздора (2005)
- Фалстарт (2006)
- Улица Сезам (2007)
- Сексът и градът (2008)
- Къде покриха Морган? (2009)
- Сексът и градът 2 (2010)
- Новогодишна нощ (2011)
- Клуб „Веселие“ (2012)
- Бягство от планетата Земя (2013)
- И просто ей така... (2021)
- Фокус-мокус 2 (2022)